# Delocalizzazione (economia)
La delocalizzazione (in inglese offshoring) in economia rappresenta l'organizzazione della produzione dislocata in regioni o stati diversi. 
Il mercato globale, oltre a consentire l'acquisto di merci in luoghi diversi da quelli usuali, ragionando sul mercato delle offerte a livello planetario e non più nazionale o regionale, ha consentito di pensare che alcune funzioni produttive possano essere totalmente delocalizzate in luoghi ritenuti più adatti. Si oppone alla localizzazione.

## Storia
Il fenomeno va inserito nell'ambito del commercio mondiale che, sebbene strettamente legato alla società moderna, trova le sue radici nel XV secolo e più precisamente nell'anno 1492, che può essere considerato come anno di nascita del sistema economico mondiale, anno di scoperta dell'America.
La prima conseguenza di queste scoperte geografiche fu lo spostamento da un sistema al cui centro c'era il mare Mediterraneo ad uno che era pressoché eurocentrico, che però si sviluppava sugli oceani Indiano e Atlantico.
Questi eventi hanno fatto sì che si passasse da un sistema economico basato sulla produzione e il consumo di prodotti locali, ad uno basato sullo scambio di tali prodotti tra paesi diversi. Tutto ciò rappresenta la genesi del moderno commercio internazionale all'interno del quale si sviluppa il fenomeno delle delocalizzazione produttiva consistente nella totale o parziale interruzione dell'attività produttiva e il contemporaneo spostamento di suddetta attività in un sito estero allo scopo di godere dei vantaggi della nuova ubicazione.

## Obiettivi

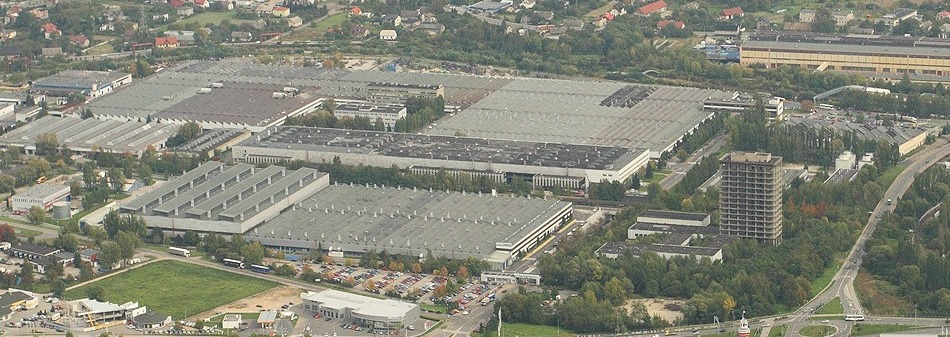
Stabilimento della Fiat a Bielsko-Biała in Polonia, un esempio di delocalizzazione produttiva.

Gli obiettivi sono molteplici, anche se tutti riferentesi alla convenienza economica. 
Per prima l'economicità, che deriva dalla ricerca di Paesi in cui ci sia un concreto vantaggio comparato rispetto ad altri, vale a dire un insieme di regole, situazioni, usi e consuetudini che rendono quel tipo di lavoro meglio realizzabile lì piuttosto che altrove. Per esempio, una produzione in cui la parte focale sia costituita dalla mano d'opera rispetto al valore intrinseco delle merci in trasformazione, viene realizzata in un luogo in cui il costo del lavoro sia minimo, per esempio la Cina. Una produzione in cui sia necessario un notevole apporto di competenze e software a buon mercato, viene realizzata in India dove sono presenti alte professionalità ad un prezzo orario limitato. Un call-center il cui il costo principale sia derivante dal personale può essere tecnicamente realizzato dove sia possibile trovare personale professionalizzato, a basso costo, in grado di parlare un buon italiano, per esempio in Romania.
In secondo luogo, oltre al vantaggio comparato naturale, esistono incentivi alla delocalizzazione per ragioni di politiche economiche di sviluppo. Abbiamo allora una delocalizzazione regionale, per esempio quando ci sono incentivi alla produzione in una regione italiana piuttosto che in un'altra, oppure una delocalizzazione internazionale, quando un paese si dota di politiche sistemiche in grado di attirare investimenti diretti esteri ed insediamenti produttivi. Attualmente, il paese europeo in cui risulta più conveniente delocalizzare una produzione industriale è la Bulgaria, grazie a normative che annullano l'imposta sul reddito delle società che investono e alla presenza di numerose zone franche per l'applicazione dell'IVA.
Una terza ragione per delocalizzare, propedeutica in un certo senso alle altre, è la possibilità organizzativa di delocalizzare, cioè avere una organizzazione del lavoro per cui è possibile "staccare" una parte o la totalità di una certa produzione e realizzarla altrove. Abbiamo quindi il caso, per semplificare, di una industria automobilistica che produce determinati modelli in Italia e determinati altri in un diverso stato europeo: succede per esempio con la Fiat che ha alcuni modelli in produzione in Polonia.

## Effetti della delocalizzazione
Il territorio che perde le produzioni subisce una contrazione dei lavoratori impiegati in quel settore e perde competitività strutturale, giacché se prima delocalizzare significava solo dare all'esterno funzioni semplici (un-skilled in inglese), attualmente si delocalizzano funzioni importanti (ingegneria, software, progettazione) che vanno sicuramente ad incidere negativamente sul sistema economico e sociale. Se è comunque difficile creare nuovo lavoro per lavoratori non professionalizzati ma comunque flessibili, è ancora più complicato trovarne per professionisti laureati, sicuramente meno flessibili. A lungo andare anche il tessuto produttivo si modifica, dato che una singola produzione necessita anche di uno sfondo di subforniture che, ovviamente, perdono di ragione economiche ad esistere, cioè il cosiddetto "indotto" tende a scomparire.
Diversa è la situazione per il paese che riceve la delocalizzazione, dato che ottiene posti di lavoro, investimenti e strutture che creano un aumento di ricchezza in quel territorio. Non si creano però i presupposti per uno sviluppo generalizzato, perché gli investimenti, e quindi i ritorni economici, sono veicolati e riscossi dalle aziende nel paese che delocalizza, e sono comunque legati ad una forzatura legale e finanziaria che, qualora avesse termine, riporterebbe la situazione ad un livello simile, se non peggiore, al preesistente.